# Egelboterbloem
De egelboterbloem (Ranunculus flammula), voorheen ook wel egelgras, is een plant uit de ranonkelfamilie (Ranunculaceae). De plant komt vooral voor op vochtige, moerassige plaatsen. Ze hebben enkelvoudige bladeren en kleine gele bloemen die relatief bleek zijn. Ze hebben rechtopstaande of liggende en bewortelde stengels. De plant is giftig en de smaak van de plant is scherp vanwege het aanwezige anemonol, dat ook in anemonen voorkomt. Hierdoor wordt bij het vers eten van de plant het slijmvlies aangetast. Vee mijdt derhalve de plant.

## Botanische beschrijving
De bloem is bleekgeel en glanzend en heeft een doorsnede van 0,8-2 cm. Er zijn vijf kroonblaadjes en vijf kelkblaadjes. Bovendien heeft de plant veel meeldraden. De bloemsteel is gegroefd.
De bloeiwijze is alleenstaand of schermvormig en de bloeitijd loopt van mei of juni tot in de herfst.
Het onderste blad is langwerpig of eirond, de bovenste lancetvormig en ongesteeld.
De egelboterbloem draagt onbehaarde dopvruchten.